# Аменхотеп (верховний жрець Амона)
Аменхотеп (д/н — 1478 до н. е.) — давньоєгипетський державний діяч, верховний жрець Амона у Фівах у 1510—1478 роках до н. е. за часів фараонів Аменхотепа I, Тутмоса I, Тутмоса II і Хатшепсут.

## Життєпис
Походив з фіванського жрецького роду. Наприкінці панування фараона Аменхотепа I стає новим верховним жерцем Амона. Заклав основи подальшого піднесення фіванського жрецтва (збільшив у власності храму Амона землі, міста та копальні). Також отримав посади начальника над садами Амона та начальника над зерносховищами. З цього часу верховні жерці постійно суміщали вищі державні посади з посаду верховного жерця.
Становище та статус Аменхотепа та храму Амона збільшував свою політичну вагу протягом володарювання фараонів Тутмоса I і Тутмоса II, незважаючи на спроби останнього обмежити його. Аменхотеп керував похоронними обрядами фараонів Аменхотепа I, Тутмоса I та Тутмоса II.
Помер невдовзі після смерті Тутмоса II й на початку панування Хатшепсут, коли та намагалася перебрати владу в небожа Тутмоса III. Наступником Аменхотепа став Хапусенеб, прихильник Хатшепсут.